# 1639

## Събития
- Основан е град Монреал
- 13 март Харвардският университет е именуван на пастора Джон Харвард

## Родени
- 21 декември – Жан Расин, френски драматург

## Починали
- 21 май – Томазо Кампанела, италиански философ